# Clonee
Clonee (iriska: Cluain Aodha) är en ort i republiken Irland.   Den ligger i grevskapet An Mhí och provinsen Leinster, i den östra delen av landet, 16 km nordväst om huvudstaden Dublin. Clonee ligger 63 meter över havet och antalet invånare är 631.
Terrängen runt Clonee är platt.Runt Clonee är det mycket tätbefolkat, med 2 345 invånare per kvadratkilometer. Närmaste större samhälle är Dublin, 15,6 km sydost om Clonee. Trakten runt Clonee består i huvudsak av gräsmarker.